# Bentfeld (Schashagen)
Bentfeld ist ein Ortsteil von Schashagen im Kreis Ostholstein in Schleswig-Holstein mit etwa 100 Einwohnern.

## Geografie
Bentfeld liegt östlich der Bundesautobahn 1 etwa neun Kilometer nordöstlich von Neustadt in Holstein an der Bäderstraße nach Grömitz.
Die Ostsee mit dem Grömitzer Strand liegt etwa sechs Kilometer in östlicher Richtung.

## Geschichte
Der Name Bentfeld hat seinen Ursprung im niederdeutschen Wort Bent, das für Binsen steht.
Das Dorf wird zum ersten Mal am 14. Mai/22. Juni 1391 erwähnt, als es vom Ritter Wulf Poggewisch (Wulf Pogwisch d.Ä (–1412)) an das St.-Johannis-Jungfrauenkloster
in Lübeck, vertreten durch die Äbtissin Gertrud von Attendorn, verkauft wird. Ab diesem Zeitpunkt gehörte Bentfeld privatrechtlich aber auch hoheitsrechtlich dem reichsunmittelbaren St.-Johannis-Jungfrauenkloster in Lübeck.
Im Häuerregister von 1527 wird das Dorf als Benthuelde erwähnt.
Im Zuge eines Vergleiches zwischen Dänemark-Holstein und Lübeck zu Beginn des Jahres 1802 und des Reichsdeputationshauptschlusses kam Bentfeld um 1806 hoheitsrechtlich zum Herzogtum Holstein und wurde als sogenanntes Lübsches Stadtstiftsdorf besonders verwaltet. Nach dem Deutschen Krieg von 1866 wurde Bentfeld 1867 Teil der neu gegründeten preußischen Provinz Schleswig-Holstein. Bentfeld wurde eine preußische Landgemeinde und gehörte zum Amtsbezirk Brodau. Am 1. Oktober 1938 wurde das Dorf nach Schashagen eingegliedert.

## Kulturdenkmal
Die Hofanlage ehem. Hof Hoofe aus dem 18. Jahrhundert und Anfang 19. Jahrhundert in der Bäderstraße 18, mit Haupthaus und Scheune verkürztes Fachhallenhaus mit quergestelltem, zweigeschossigem Wohnflügel in Fachwerkbauweise mit Backsteinausfachung, Sattel- und Walmdach und Dreiständerscheune, Fachwerkaußenmauern teilweise in Lehm-, teilweise in Backsteinausfachung, Walmdach, straßenseitig als Halbwalm ist als Kulturdenkmal des Landes Schleswig-Holstein eingetragen. Der ehem. Hof Hoofe ist bis heute anschaulich erhalten und prägt das Straßenbild des kleinen Ortes am östlichen Ortseingang. Er ist aus geschichtlichen wie Kulturlandschaft prägenden Gründen von besonderem Denkmalwert.

## Höfe
Das St.-Johannis-Jungfrauenkloster war ab 14. Mai/22. Juni 1391 bis 1806 Eigentümer des Dorfes und somit Lehnsherr. Die Bauern waren lehnsabhängige Bewohner des Dorfes, sie besaßen keinerlei Grundeigentum. Ihnen gehörten nur die Gebäude (Haus, Ställe), die beweglichen Sachen und das Vieh. Sie waren an den von ihnen bewirtschafteten Grund gebunden, waren aber keine Leibeigenen. Ihr Eigentum konnten die Lehnsnehmer vererben. Witwen, die nicht neu geheiratet hatten, mussten den Grund innerhalb eines Jahres verlassen.
Es gab in Bentfeld bis 1700 folgende Bauernstellen:
| Lehnsnehmer und deren Abgaben im Laufe der Zeit |                                                            |       |                                |                           |                           |                          |
| Stelle                                          | Lehnsnehmer                                                | Hufen | 1600                           | 1636                      | 1647                      | 1700                     |
| 1                                               | Hans Lange Hans Lange Hinrich Beverloh Paul Hofe (Hoofe)⊙  | 1,75  | 7 Lübsche Mark 8 Schilling - - | - 15 Mark - -             | - - 21 Mark -             | - - 32 Mark 10 Schilling |
| 2                                               | Jasper Sager Jasper Sager Casper Sager⊙                    | 1,75  | 8 Mark - -                     | - 16 Mark - -             | - - 22 Mark -             | - - 33 Mark 10 Schilling |
| 3                                               | Jürgen Brandt Jürgen Brandt Michel Potter                  | 1,75  | 7 Mark 8 Schilling - -         | - 16 Mark - -             | - - 22 Mark -             | - - 32 Mark 10 Schilling |
| 4                                               | Reimer Ponath Reimer Ponath Claus Brandt Claus Schlichting | 1,75  | 7 Mark 8 Schilling - -         | - 16 Mark - -             | - - 22 Mark -             | - - 32 Mark 10 Schilling |
| 5                                               | Hinrich Maas Detlev Blöcker Jochim Blöcker                 | 1,75  | 7 Mark 9 Schilling - -         | - 15 Mark 2 Schilling - - | - - 21 Mark 2 Schilling - | - - 31 Mark 1 Schilling  |
| 6                                               | Claus Scharbeutz Jochim Schütt Michael Scharbeutz          | 1,5   | 7 Mark 3 Schilling - -         | - 14 Mark 6 Schilling - - | - - 20 Mark 6 Schilling - | - - 31 Mark 13 Schilling |
| 7                                               | Paul Hofe (Hoofe) Paul Hofe (Hoofe) Hinrich Hofe (Hoofe)   | 1,75  | 7 Mark 8 Schilling - -         | - 15 Mark - -             | - - 21 Mark 6 Schilling - | - - 32 Mark 10 Schilling |
| Gesamt                                          |                                                            | 12    | 52 Mark 12 Schilling           | 105 Mark 8 Schilling      | 147 Mark 8 Schilling      | 227 Mark                 |

## Einwohnerentwicklung
| Einwohnerentwicklung |                                                        |           |
| Jahr                 | Haushalte / Hufen                                      | Einwohner |
| 1700                 | 12 Hufen                                               |           |
| 1845                 | 1 Anderthalbfufe, 3 Vollhufen, 13 Halbhufen, 13 Kathen | 133       |
| 1925                 |                                                        | 108       |
| 1987                 | 37 Haushalte                                           | 97        |